# Sobig
Sobig — компьютерный червь и одновременно троян, распространяющийся по электронной почте. Всего было выпущено шесть версий вируса (.A — .F), все версии деактивировались в указанное для каждой из них время и были написаны на языке C++. Первая версия вируса появилась 9 января 2003 года. 18 августа 2003 года появилась шестая версия вируса — Sobig.F, она стала самой разрушительной и известной из всей серии. Все версии Sobig суммарно принесли ущерб в размере $37,1 млрд.

## Различия версий вируса
Все версии вируса созданы для рассылки спама и мало чем отличались друг от друга. В отличие от версий .D, .E и .F, которые при заражении пытались получить URL-адреса файлов с порта 8998, первые три версии это делали через порт 80. Версия Sobig.E также стала единственной версией, рассылающей вложения формата .zip.

## Схема работы Sobig.F
Как и все остальные версии, Sobig.F рассылает по электронной почте письма с вложениями. При скачивании вложения происходит заражение, после чего вирус копирует себя под именем winppr.exe в каталог Windows (у других версий вируса название копии другое). При этом Sobig.F пытается получить URL-адреса с определённых серверов через порт 8998 и скачивает файлы по этим адресам. В пик активности вируса 1 из 17 сообщений было заражено Sobig.F.
10 сентября 2003 года вирус автоматически деактивировался.